# Dagen (1845–1846)
Dagen, tidning som utgavs i Stockholm fyra månader 1845-46 alla söckendagar, i nummer om 4 sidor i 4-spaltigt format, och redigerades av Anders Lindeberg, Magnus Jacob Crusenstolpe och Teodor Sandström. Den började utges 11 december 1845, men upphörde redan 18 april 1846, eftersom boktryckaren C.J. Schultze, vilken framträtt såsom "utgivare och förläggare", då kom på obestånd.
Tidningen var ett av de många försöken att bryta "det publicistiska envälde", som "Aftonbladet" ansågs utöva. Den polemiserade skarpt mot nämnda tidning ävensom mot "Dagligt Allehanda" och "Vinterbladet", synnerligast rörande den liberala ministär, med vilken Oscar I nyss hade omgett sig och som understöddes av de nämnda tidningarna. J.M. Rosén lämnade litteratur- och konstkritiska bidrag till "Dagen".